# STS-27
STS-27 (englisch Space Transportation System) ist eine Missionsbezeichnung für das US-amerikanische Space Shuttle Atlantis (OV-104) der NASA. Der Start erfolgte am 2. Dezember 1988. Es war die 27. Space-Shuttle-Mission und der dritte Flug der Raumfähre Atlantis.

## Mannschaft
- Robert Gibson (3. Raumflug), Kommandant
- Guy Gardner (1. Raumflug), Pilot
- Mike Mullane (2. Raumflug), Missionsspezialist
- Jerry Ross (2. Raumflug), Missionsspezialist
- William Shepherd (1. Raumflug), Missionsspezialist

## Missionsüberblick
Der ursprüngliche Starttermin vom Vortag konnte aufgrund der Witterungsbedingungen nicht eingehalten werden. 
STS-27 war der dritte Flug im Auftrag des US-Verteidigungsministeriums. Auftrag und Zielerreichung unterlagen der Geheimhaltung. Inzwischen ist bekannt, dass bei der Mission der militärische Aufklärungssatellit Lacrosse 1 ausgesetzt wurde.
Die Landung erfolgte am 6. Dezember auf der Edwards Air Force Base in Kalifornien. Die Raumfähre Atlantis wurde sieben Tage später mit einem Spezialflugzeug zum Kennedy Space Center in Florida zurücktransportiert.

## Beinahe-Katastrophe

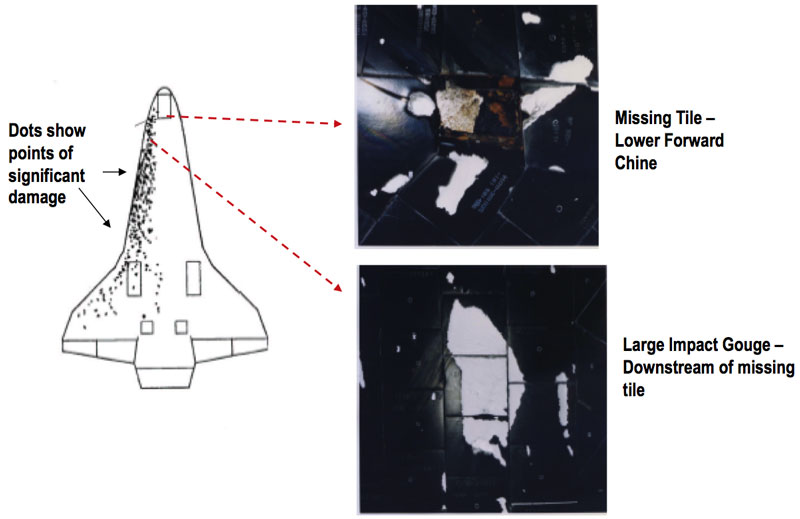
Grafische Darstellung der Schäden am Hitzeschild

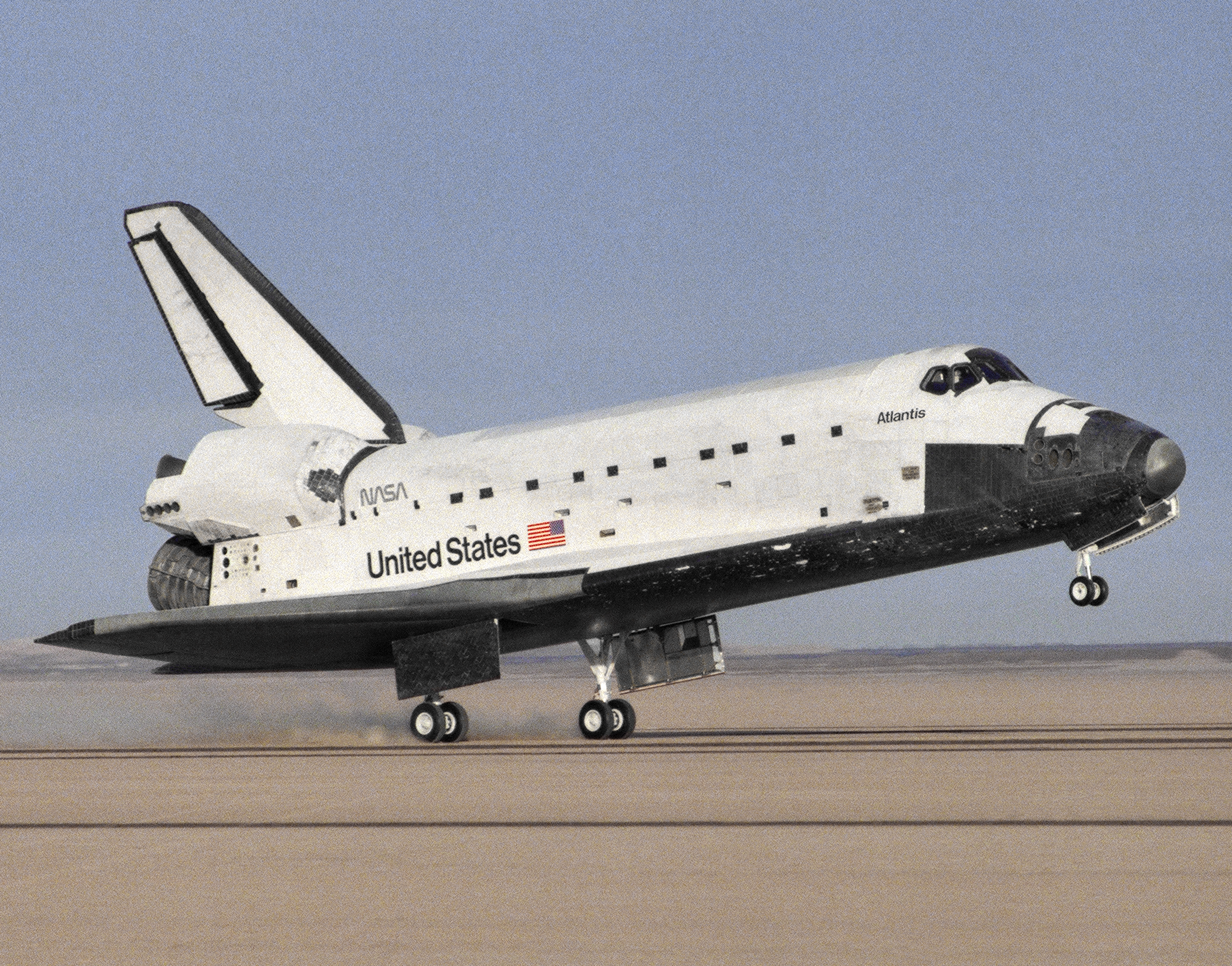
Atlantis mit beschädigtem Hitzeschild

Wie sich nach der Landung herausstellte, wäre es bei dieser Shuttle-Mission beinahe zu einer Katastrophe gekommen, ähnlich dem Columbia-Unglück 15 Jahre später. 85 Sekunden nach dem Start hatte sich ein Stück Isolation von der Spitze des rechten Feststoffboosters gelöst und traf auf den Hitzeschild des Shuttles. Das Mission Control Center (MCC) wies die Astronauten deshalb vor der Landung an, den Schild mithilfe einer Kamera am Roboterarm des Shuttles zu überprüfen. Dabei stellten sie an vielen Kacheln gravierende Schäden fest, eine Kachel fehlte völlig. Das MCC bat die Besatzung, Bilder der Kacheln zu senden, was jedoch wegen der Geheimhaltung der Mission nur verschlüsselt erlaubt war, wodurch nur geringe Datenraten und Bildqualität möglich waren. Nach kurzen Analysen im MCC wurden die weißen Flecken auf den Bildern daher als Schatten und Lichter fehlinterpretiert und den besorgten Astronauten mitgeteilt, dass die Schäden im üblichen Rahmen lägen und keine Gefahr bestehe. Wenngleich sie diese Einschätzung verblüffte, gehorchten sie dennoch dem MCC und wagten die Landung.

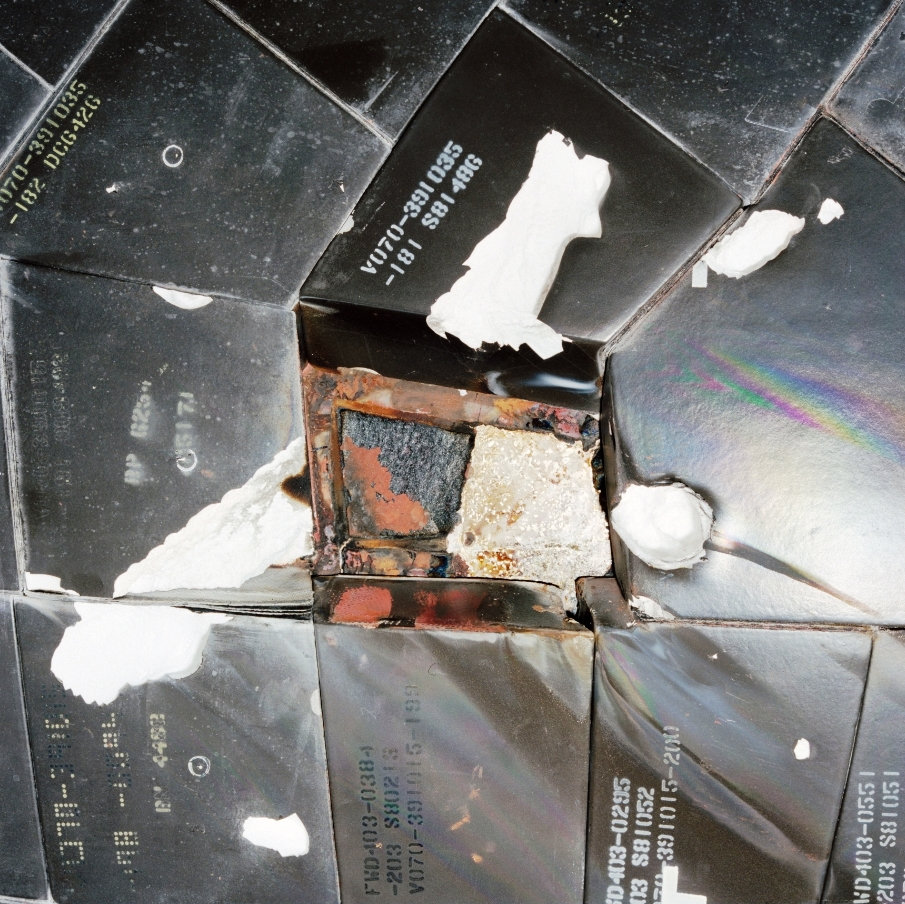
Geschmolzenes Metall an der Stelle der fehlenden Kachel

Bei der Besichtigung des Shuttles nach der Landung wurde sichtbar, dass etwa 700 Kacheln beschädigt waren und eine ganz fehlte. Die Katastrophe wurde wahrscheinlich lediglich durch den glücklichen Umstand verhindert, dass sich genau an der Stelle unter der fehlenden Kachel eine stärkere Metallplatte befand, die als Verankerung für eine Antenne diente. Der Hitzeschild wies die gravierendsten Beschädigungen auf, die bis heute an einem sicher zur Erde zurückgekehrten Space Shuttle festgestellt worden sind.
Da diese Mission der zweite Space-Shuttle-Flug nach der Challenger-Katastrophe war, hätte ein erneutes Unglück sehr wahrscheinlich das Ende des Space-Shuttle-Programms bedeutet. Aus heutiger Sicht sind als Ursache des Vorfalls sowohl die Geheimhaltung der Mission, wodurch das MCC nur schlechte Bilder analysieren konnte, als auch der schlechte Kommunikationsstil des MCC zu nennen, das nicht mitteilte, auf welchen Annahmen die Schlussfolgerung beruhte, es handele sich nur um unbedeutende Schäden.